# Wittelsbach-Graff
Le diamant Wittelsbach, aussi connu sous le nom de Der Blaue Wittelsbacher, est un diamant de couleur bleu-gris intense, pesant initialement 35,56 carats et d'une pureté VS2. Il fit successivement partie des joyaux de la couronne d'Autriche et de Bavière.
Le 10 décembre 2008, le Wittelsbach devient le diamant le plus cher jamais vendu en atteignant 16,4 millions de Livres sterling lors d'une vente aux enchères de Christie's. Le bijoutier Graff, qui a réalisé cette acquisition, a fait retailler ce diamant afin d'améliorer sa valeur marchande. La pierre obtenue, baptisée Wittelsbach-Graff, présente une pureté parfaite et une couleur bleu intense, mais a perdu 4 carats.

## Histoire

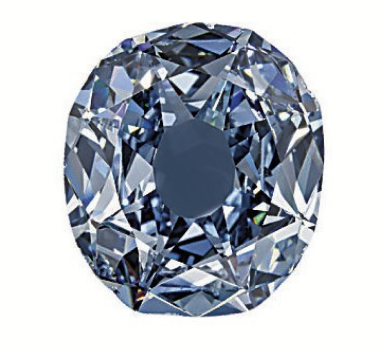
Diamant très rare de la taille d'une noix, le Wittelsbach (en photo) a été retaillé pour devenir le Wittelsbach-Graff.

Les origines du diamant remontent au XVe siècle : comme nombre de diamants royaux antérieurs à 1723 (le Koh-i Nor, le Régent, l'Orloff...), il proviendrait soit d'une mine indienne de Golconde dans la principauté d'Hyderâbâd, soit d'une mine de l'État du Bihar.
Le diamant fut acheté en 1664 par le roi Philippe IV d'Espagne qui l'inclut dans la dot de sa fille adolescente, l'Infante Marguerite-Thérèse d'Autriche. Après sa mort, son mari, Léopold Ier du Saint-Empire conserva la pierre, qui resta dans sa famille jusqu'en 1722, année où sa petite-fille, Marie-Amélie d'Autriche épousa Charles VII du Saint-Empire, un membre de la maison Wittelsbach.
En 1745, le diamant des Wittelsbach fut monté sur le collier du grand-maître de l'ordre autrichien de la Toison d'or. Quand, en 1806, Maximilien Ier de Bavière devint le premier roi de Bavière, il commanda une  couronne royale dont le diamant bleu était la pièce centrale. Celui-ci resta sur la couronne bavaroise jusqu'en 1918. Sa dernière apparition publique fut en 1921, lors des obsèques officielles de Louis III de Bavière.
Le diamant disparut donc bien après la Première Guerre mondiale mais resta dans le giron de la famille princière des Wittelsbach. Il réapparut en 1931, quand Christie's essaya de vendre — sans succès — le diamant aux enchères au nom des Wittelsbach, connaissant des problèmes de trésorerie au moment de la Grande Dépression. Les Wittelsbach réussissent à le vendre en 1951 et la pierre est exposée à Bruxelles en 1958.
En 1961, le diamant refait surface lorsque Romi Goldmuntz, héritier d'une célèbre famille de négociants en diamants, sollicita Joseph Komkommer, un diamantaire d'Anvers, pour retailler une pierre. Celui-ci, devinant l'importance exceptionnelle du diamant, refuse dans un premier temps. Puis, reconnaissant le diamant historique des Wittelsbach, il l'achète £180,000 en s'associant avec d'autres négociants belges et américains. Il fut vendu en 1964 à un bijoutier de Hambourg.
Le 10 décembre 2008, le Wittelsbach atteint la somme record de 16,4 millions de Livres sterling lors d'une vente aux enchères de Christie's et est cédé au bijoutier londonien Laurence Graff. Cette somme ne fut dépassée que deux ans plus tard, lorsque le même bijoutier fit l'acquisition du Graff pink, un diamant rose de 24,78 carats payé 46 millions de dollars .
Le nouveau propriétaire, peu après son acquisition, a indiqué qu'il allait faire retailler le diamant afin d'éliminer des dommages de surface, d'améliorer l'éclat de la pierre et d’accroître de deux nuances l'intensité de sa couleur. Le bijoutier Graff entendait ainsi accroître la valeur de cette gemme en lui donnant « plus de vie et de couleur tout en la rendant intérieurement impeccable ».
Cette vision commerciale du joaillier a suscité une controverse car la taille ancienne du Wittelsbach était d'excellente qualité (la rencontre des facettes photographiée par Christie's en X30 indiquait que la taille était parfaite). Par ailleurs, cette taille originelle était un témoignage historique majeur concernant les techniques  de l'époque baroque (au même titre que pour des pierres historiques telles que le Régent). Le joaillier Graff a d'ailleurs décidé de rebaptiser le diamant « Wittelsbach-Graff » pour tenir compte de la filiation de cette gemme.
Le 7 janvier 2010, est annoncée la finalisation de la taille du Wittelsbach. Une amélioration de la couleur et de la pureté a été obtenue, au détriment d'une perte de 4,45 carats (890 mg). La pierre obtenue, rebaptisée Wittlesbach-Graff, ne présente plus les défauts de surface liés à l'histoire du bijou: sa pureté VS2 est devenue IF, c'est-à-dire sans défaut. Cette nouvelle taille a également permis une réévaluation par le Gemological Institute of America de sa couleur, passée de Fancy Deep Grayish Blue à Fancy Deep Blue. La disparition de la nuance grisâtre est due à une coupe améliorant le trajet de la lumière, mais répond surtout à la mode moderne aux diamants présentant les teintes les plus profondes.
Ainsi retaillée, la pierre a été vendue en 2011 à un client chinois anonyme, pour un montant non communiqué.

## Caractéristiques
Les diamants bleus sont rares et beaucoup plus petits que les autres diamants. Le poids du Wittelsbach était et reste exceptionnel : avec 35,56 carats, il était le 3e plus gros diamant bleu connu dans le monde, après le Hope (45,52 carats) et le Tereschenko (42,92 carats). Le poids du Wittlesbach-Graff est maintenant de 31,06 carats.
Le Wittelsbach mesurait 24,40 mm de diamètre et 8,29 mm de haut. Il présente une taille en brillant inhabituelle et asymétrique à 82 facettes : les facettes étoiles de la couronnes sont verticales et le pavillon comporte seize facettes triangulaires appairées s'appuyant sur une large colette.
Le diamant d'origine, avait un indice de pureté VS2 type IIb. VS2 signale la présence de très petites inclusions difficilement visibles à la loupe 10 X, qualité très appréciée des souverains européens. Le type IIb, qui caractérise sa pureté chimique, ne concerne que 0,1 % des diamants existants. Le Wittlesbach-Graff a été certifié d'une pureté parfaite IF, et d'une couleur Fancy Deep Blue, la même que celle du célèbre Hope, bien que ces deux diamants ne soient pas issus de la même pierre.